# Возрожденье
Возрожденье — деревня в Пронском районе Рязанской области России. Входит в состав Мамоновского сельского поселения.

## География
Деревня находится в западной части Рязанской области, в лесостепной зоне, в пределах Среднерусской возвышенности, при автодороге 61Н-369, на расстоянии примерно 8 километров (по прямой) к юго-западу от Пронска, административного центра района. Абсолютная высота — 174 метра над уровнем моря.

### Климат
Климат характеризуется как умеренно континентальный, с тёплым летом и умеренно холодной снежной зимой. Среднегодовая температура воздуха — 4 — 4,6 °C. Средняя температура воздуха самого холодного месяца (января) — −11 °C (абсолютный минимум — −41 °C); самого тёплого месяца (июля) — 18,8 °C (абсолютный максимум — 38 °C). Среднегодовое количество осадков — 614 мм, из которых большая часть (около 344 мм) выпадает в тёплый период. Снежный покров держится в течение 130 дней. Зимой преобладают ветра юго-западного направления, летом — западного и северо-западного.

### Часовой пояс
Деревня Возрожденье, как и вся Рязанская область, находится в часовой зоне МСК (московское время). Смещение применяемого времени относительно UTC составляет +3:00.

## Население
| 2010 |
| ---- |
| 10   |

### Национальный состав
Согласно результатам переписи 2002 года, в национальной структуре населения русские составляли 100 % из 27 чел.